# Karlovice (Zlín)
Karlovice (in tedesco Karlowitz) è un comune della Repubblica Ceca facente parte del distretto di Zlín, nella regione di Zlín.